# Phrynosomatidae
Phrynosomatidae vormen een middelgrote familie van hagedissen waarvan de soorten voorkomen in Noord- en Midden-Amerika.

## Naam en indeling
De wetenschappelijke naam van de groep werd voor het eerst voorgesteld door Leopold Fitzinger in 1843.
Er is nog geen eenduidige Nederlandse naam voor deze groep, die vroeger als onderfamilie (Phrynosomatinae) tot de familie leguanen (Iguanidae) werd gerekend. Tot de Phrynosomatidae behoren onder andere de stekelleguanen (Sceloporus), de franjeteenleguanen (Uma) en de padhagedissen (Phrynosoma).

### Geslachten
De familie wordt verdeeld in de volgende geslachten, met de auteur en het verspreidingsgebied. Zie voor een lijst van alle soorten de lijst van Phrynosomatidae.
| Naam                        | Auteur               | Verspreidingsgebied                                                                                           |
| --------------------------- | -------------------- | --- |
| Callisaurus                 | Blainville, 1835     | Mexico, Verenigde Staten                                                                                      |
| Cophosaurus                 | Troschel, 1852       | Mexico, Verenigde Staten                                                                                      |
| Holbrookia                  | Girard, 1851         | Mexico, Verenigde Staten                                                                                      |
| Petrosaurus                 | Boulenger, 1885      | Mexico, Verenigde Staten                                                                                      |
| Padhagedissen (Phrynosoma)  | Wiegmann, 1828       | Canada, Guatemala, Mexico, Verenigde Staten                                                                   |
| Stekelleguanen (Sceloporus) | Wiegmann, 1828       | Antigua en Barbuda, Costa Rica, El Salvador, Guatemala, Honduras, Mexico, Nicaragua, Panama, Verenigde Staten |
| Franjeteenleguanen (Uma)    | Baird, 1859          | Mexico, Verenigde Staten                                                                                      |
| Urosaurus                   | Hallowell, 1854      | Mexico, Verenigde Staten                                                                                      |
| Uta                         | Baird & Girard, 1852 | Mexico, Verenigde Staten                                                                                      |

## Uiterlijke kenmerken
Deze hagedissen hebben vrijwel allemaal een afgeplat lichaam, vooral bij de buik. De bekendste soorten komen uit het geslacht Phrynosoma en staan bekend als padhagedissen vanwege het zeer afgeplatte lijf, de korte staart en de grote stompe kop. Er zijn echter ook soorten met een langwerpig lichaam en een lange, ronde staart. Soorten uit een aantal geslachten hebben geen zichtbare gehooropeningen.
Er zijn 162 soorten en regelmatig wordt een nieuwe soort ontdekt, zoals de pas in 2018 wetenschappelijk beschreven soorten Sceloporus esperanzae en Sceloporus hondurensis. De verschillende soorten worden verdeeld in negen geslachten. Tot voor kort was er ook een tiende geslacht, Sator, maar dit wordt niet meer erkend en deze soorten worden tegenwoordig tot de stekelleguanen (Sceloporus) gerekend.

## Verspreiding en habitat
Phrynosomatidae zijn meestal bodembewonend en komen voor in Noord-Amerika en het noorden van Zuid-Amerika. De soorten komen voor in de landen Antigua en Barbuda, Canada, Costa Rica, El Salvador, Guatemala, Honduras, Mexico, Nicaragua, Panama en de Verenigde Staten
Alle soorten leven in warme, relatief droge streken, de habitat bestaat uit droge tropische en subtropische bossen, gematigde en hete woestijnen, scrubland, bergbossen en droge steppen met een rotsige ondergrond.

## Levenswijze
De verschillende soorten kennen diverse vormen van communicatie, zoals opdrukken van het lichaam en het knikken met de kop. Dit dient om soortgenoten te laten zien dat ze het territorium afbakenen. De meeste soorten zijn eierleggend, er zijn ook soorten die levende jongen baren.

## Beschermingsstatus
Door de internationale natuurbeschermingsorganisatie IUCN is aan 131 soorten een beschermingsstatus toegewezen. Hiervan worden 102 soorten als 'veilig' gezien (Least Concern of LC), negen als 'kwetsbaar' (Vulnerable of VU) en zes als 'onzeker' (Data Deficient of DD). Zeven soorten worden beschouwd als 'gevoelig' (Near Threatened of NT) en zes als 'bedreigd' (Endangered of EN). De soort Sceloporus exsul ten slotte staat te boek als 'ernstig bedreigd' (Critically Endangered of CR).